# Cono de escoria

Representación esquemática de la estructura interna de un típico cono de escoria.

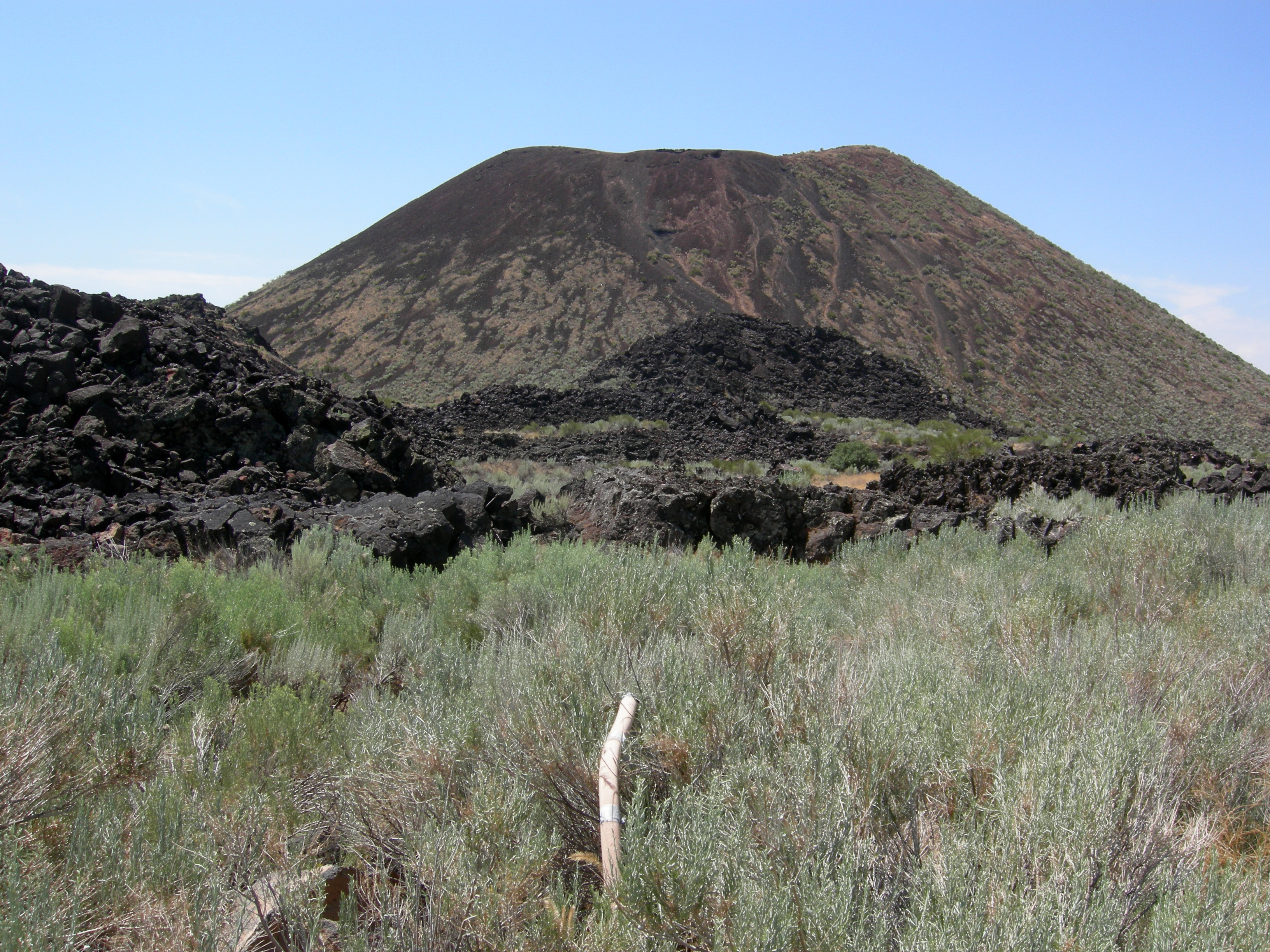
Vista exterior.

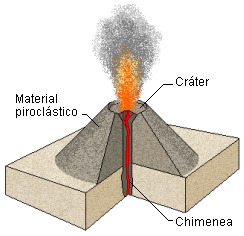
Esquema de un cono de cenizas.

Un cono de escoria es un montículo  cónico de fragmentos volcánicos que se acumulan alrededor y viento abajo de una chimenea volcánica. Los fragmentos de roca, por lo general llamados cenizas o escoria, son vidriosos y contienen muchas burbujas de gas "atrapadas" cuando el magma explota en el aire y se enfría rápidamente. La altura de los conos de escoria puede variar entre diez a cientos de metros.

## Estructura
Muchos conos de escoria poseen un cráter con forma de tazón en su cúspide. Los conos de escoria por lo general expelen flujos de lava, a veces mediante una fisura en un lado del cráter o por una chimenea ubicada en su flanco. Si una pared del cráter se encuentra completamente rota, las otras forman un anfiteatro o forma de herradura alrededor de la chimenea. En muy raras ocasiones sale la lava por el extremo superior del cono, porque las escorias sueltas y disgregadas de las paredes son demasiado débiles para soportar la presión que ejerce la roca fundida al ascender hacia la superficie por la chimenea central.

## Distribución
Es común encontrar conos de escoria en las laderas de escudos volcánicos, estratovolcanes y calderas volcánicas. Por ejemplo, los geólogos han identificado alrededor de cien conos en los alrededores del Mauna Kea, un volcán en escudo ubicado en Hawái.

## Conos notables

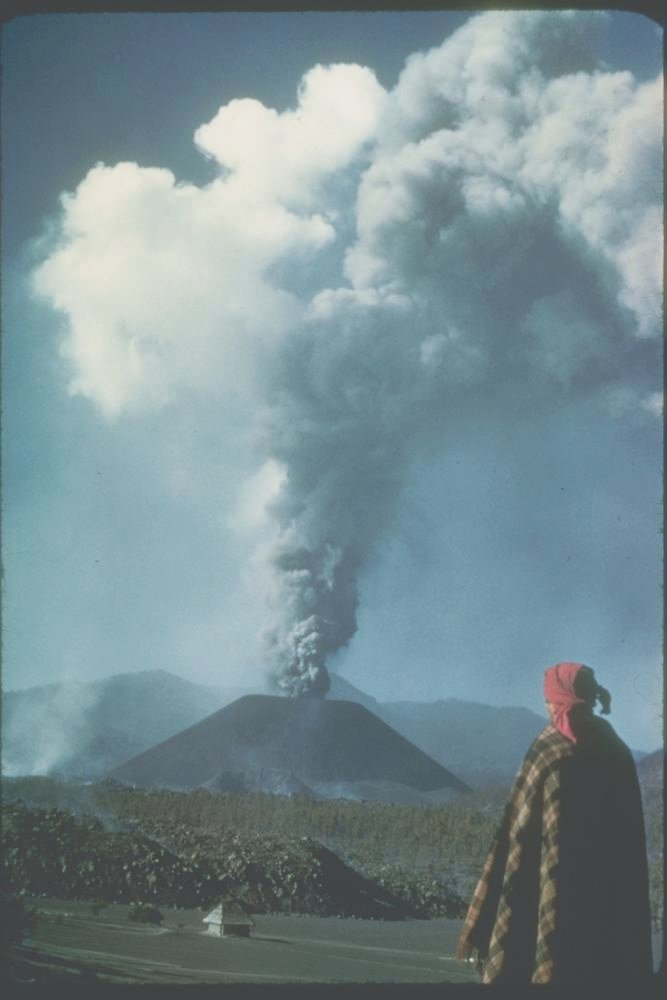
Paricutin, México.

Probablemente el cono de escoria más famoso sea Paricutín, que creció en un campo de maíz en México durante 1943 a partir de una chimenea. Las erupciones continuaron durante nueve años, formándose un cono de 424 metros de altura, y produciendo flujos de lava que cubrieron un área 25 km².
El cono de escoria que ha estado más activo históricamente es Cerro Negro en Nicaragua. El mismo forma parte de un grupo de cuatro jóvenes conos de escoria al noroeste del volcán Las Pilas. Desde su nacimiento en 1850, ha tenido más de veinte erupciones, las más recientes en 1992, 1995 y 1999.